# Leo Peelen
Leopoldus Eduardus Theoduris "Leo" Peelen (16 de julho de 1968 – 24 de março de 2017) foi um ciclista holandês, que participava com competições de ciclismo de pista.

## Carreira
Disputou nos Jogos Olímpicos de Seul 1988, onde conquistou uma medalha de prata na corrida por pontos; na perseguição por equipes de 4 km, ficou com a 12ª posição. No ano seguinte, conquistou uma medalha de bronze no Campeonato Mundial de 1989. Peelen tornou-se seis vezes campeão holandês na pista (Corrida por pontos em 1983, 1984 e 1985 (inverno); Perseguição individual em 1986; Madison em 1987 e 1988). É o presidente da organização do contrarrelógio anual e festival de ciclismo em Beek. Peelen foi um dos 66 ciclistas que participaram da primeira Alpe d'HuZes, quando escalou o Alpe d'Huez 6 vezes em 6 de junho de 2006. Eles arrecadaram 4000 euros para a Sociedade Holandesa de Câncer durante o evento.
Morreu em 24 de março de 2017, subitamente, aos 48 anos.